# 宮城県立聴覚支援学校
宮城県立聴覚支援学校（みやぎけんりつ ちょうかくしえんがっこう）は、宮城県仙台市太白区にある県立特別支援学校。聴覚障害を教育対象としている。

## 概要
1906年4月に、菅原通氏が自宅に開設した私立唖人学堂が前身である。もともとは、仙台市上杉通四番にあった菅原通氏の自宅敷地内に隣接していた私立唖人学堂が、1914年4月に宮城県立盲学校となり、その後盲学校と聾学校（後に、ろう学校の表記に改称）が分離し現在に至っている。2009年4月1日に宮城県立ろう学校から宮城県立聴覚支援学校に校名が変更になった。
学校にはヘレン・ケラーが二度も訪れており、これを記念してヘレン・ケラー像が存在している。
遠田郡美里町に、宮城県北部の幼児・児童を対象とした、幼稚部と小学部のみの小牛田校が設置されている。